# 伯爵 (德国)
伯爵（發音：[ɡʁaːf] ⓘ；阴性为，發音：[ˈɡʁɛːfɪn] ⓘ）是德国历史上的一种贵族等级，级别与伯爵（Count）相同，低於公爵（Duke）。伯爵統治的領地被稱為伯國（Grafschaft）。

## 歷史
在神聖羅馬帝國境內，伯爵本身的頭銜可分為帝國伯爵、藩侯（Markgraf，又稱邊疆伯爵）以及領地伯爵（Landgraf，主要由黑森王朝君主使用）等。隨著歷史進展，許多帝國伯爵先後獲得更高層級的頭銜，如親王（Fürst）、公爵（Herzog）等。在19世紀初的德意志采邑調解期間，眾多較小的伯國被併入較大的王國、大公國，失去了領地。

## 現今
在德奧兩國，伯爵與其他貴族頭銜在1919年被正式廢除。部份原本擁有這些頭銜的貴族後裔仍使用貴族姓氏助詞，即von或zu，如納粹德國末代總理魯茨·格拉夫·什未林·馮·科洛希克（Lutz Graf Schwerin von Krosigk）。